# Емоційна пам'ять
Емоційна пам'ять — це пам'ять на емоції та почуття. Вона полягає у здатності запам'ятовувати та відтворювати почуття. Як відомо, емоції сигналізують про задоволення потреб та інтересів людини, її стосунків з навколишнім світом. Тому емоційна пам'ять займає важливе місце в житті та діяльності людини.
Вторинні (відтворені) почуття можуть значно відрізнятися від початкових. Це може виявлятися у зміні сили почуттів, їх змісту та характеру.
За силою почуття з часом можуть бути сильнішими або слабшими за початкові. Так, горе змінюється смутком, сильна радість — спокійним задоволенням: образа, пережита раніше, може підсилюватися при кожній згадці, страх — зростати тощо.
З часом може змінюватися і зміст почуттів. Так, подія, зіпсована дрібними неприємностями, з часом згадується як досить приємна.
Перші вияви емоційної пам'яті у дитини можна спостерігати в кінці першого півріччя життя: дитина радіє або плаче тоді, коли лише бачить те, що раніше викликало у неї радість або страждання. Але ранні вияви емоційної пам'яті суттєво відрізняються від пізніших. Ця відмінність полягає в тому, що на ранніх етапах емоційна пам'ять носить умовно-рефлекторний характер, на вищих — є свідомою пам'яттю.
Емоційна пам’ять відіграє ключову роль у навичці домовлятися. Саме попередній досвід, особливо негативний, визначає, як людина реагуватиме на пропозицію, компроміс чи незгоду. Зміна ставлення до суперечливих питань можлива лише після свідомої роботи з емоціями, пов'язаними з минулими конфліктами .